# Vimeo
Vimeo（/ˈvɪmioʊ/）是一个以视频为中心的社会化网络站点，由IAC/InterActiveCorp拥有并于2004年11月创立。Vimeo支持嵌入，分享，储存视频，也允许用户对视频作出评论。用户必须注册才能上传内容，注册用户也可以创建一个资料页，上传头像，评论，以及“喜欢”一个视频。
Vimeo不允许商业化视频，游戏视频以及色情内容，或者上传任何非用户原创内容。

## 名字起源
“Vimeo”这个名字由联合创始人Jakob Lodwick发明，由单词“video”修改而来，插入了单词“me”以反映Vimeo专注于用户原创视频。同时Vimeo这个词也是“movie”的变位词。发音为“vi-me-o”.

## 历史
- 2020年11月，在Covid-19大流行导致Vimeo服务增长的刺激下，IAC/InterActiveCorp为Vimeo筹集了1.5亿美元，以期将其子公司拆分为独立公司，使Vimeo的估值达到27.5亿美元。[5]。
- 2020年12月，IAC宣布将Vimeo分拆为一家上市公司，该程序预计将在2021年第二季度之前完成。Vimeo将成为从IAC剥离出来的第11家公司。[5]
- 2021年1月，新一轮融资中，Vimeo募集了3亿美元，使公司的总估值达到了50亿美元。[5]
- 2021年5月25日，Vimeo拆分为一家独立的实体，并开始在纳斯达克交易，股票代码为VMEO。[5]

## 流行程度
直到2010年3月，Vimeo有超过三百万的成员，平均每天有16000个视频上传。 大约10%的视频为高清格式。

## 视频质量
2007年10月17日，Vimeo宣布支持720p（1280*720）格式的高清晰度视频播放，成为了第一个支持消费级高清视频播放的影片分享网站。上传的高清视频会被自动转换为720/24p的VP6Flash格式。2008年3月Vimeo升级了他们的服务以支持30fps的帧速。但当时的Flash播放器无法支持完全的硬件加速，因此在一些用户的平台上出现了性能问题。因此仅仅一个月之后Vimeo把高清视频的帧率限制恢复到了24fps。但同时标清视频被重编码到了最高30fps的帧率。另外，相比起其它的视频分享网站，Vimeo的标清视频的码率也高出一截。非Plus版用户每周最多可以上传500MB的视频，最多一个高清视频（一周之内上传的高清视频也将被重编码到标清）。
2010年1月29日，Vimeo宣布支持1080p全高清分辨率视频的上传。

## Vimeo Plus
2008年10月16日Vimeo宣布了他们的“Vimeo Plus”收费计划，月费为9.95美元，年费为59.95美元，允许用户每周上传高达5GB的视频，无限数量的高清视频，无限创建频道，群组和专辑，没有广告，可以将高清视频站外内嵌播放，对视频二次编码以达到更好的画质，优先编码，以及更多的好处。Vimeo Plus的出现也意味着免费版功能被降级，原先免费版也可以每周上传不限数量的高清视频以及不受限的创建频道/群组/专辑。这也在社区中造成了一些紧张。

## 游戏视频的删除
2008年7月21日，Vimeo宣布他们不再允许游戏视频并给出了理由：
|                                     | 游戏视频往往比Vimeo上其他类型的视频更大更长。这是过去几个月中影响转码等待时间的最主要元素。 |
| ——Blake Whitman, Community Director |                                                                                             |

现有的游戏视频于2008年9月1日被删除。所有之后的上传都必须遵守这一规则。
不过包含原创故事情节的Machinima视频仍然被允许。

## 奖项
在Mashable的一项调查中，Vimeo获得了10大最受读者欢迎视频分享网站的第二名，仅次于YouTube。

## 内容审查
Vimeo在以下国家受到内容审查：
- 中国大陆[注 1]
- 泰國
- 突尼西亞
- 越南
- 伊朗

## 脚注
1. ↑  2009年10月15日vimeo被中国大陆首次封锁[10]，由于Vimeo对视频内容有严格控制，这一封锁十分出乎意料。2010年6月初解封，但八月中旬再次被封锁。2011年2月底再次被解封，解封时间大约为一个星期。截至2016年9月，vimeo再度被中国大陆封锁。